# Эдугян, Эси
Эси Эдугян, также Эси Эду́джан (англ. Esi Edugyan, 1977, по другим данным — 1978, Калгари) — канадская писательница, пишет на английском языке.

## Биография
Дочь выходцев из Ганы, отец — экономический аналитик, мать — медицинская сестра. Изучала англистику и литературное мастерство в Викторианском университете (бакалавр), Университете Джонса Хопкинса (магистр). В качестве магистерского диплома представила книгу рассказов (2001). В 2004 опубликовала первый роман, получивший благоприятные отзывы критиков. Путешествовала, жила в Исландии, Испании, Германии. Рукопись её следующего романа не нашла интереса у издателей, Эдугян отложила его и начала в Akademie Schloss Solitude в Штутгарте, где жила по стипендии в качестве artist in residence, работать над совершенно другим замыслом. Так был написан её второй роман, получивший высокие оценки критики и отмеченный несколькими крупными премиями.
Живёт в Виктории, где преподает в университете литературное мастерство. Муж — поэт и прозаик Стивен Прайс (р. 1977), у супругов есть дочь (р. 2011).

## Публикации
- Костяной дом и другие рассказы / The bone house and other stories (2001, нем. пер. 2007)
- Другая жизнь Сэмюэла Тина / The Second Life of Samuel Tyne, роман (2004, голл. пер. 2005, венг. пер. 2007; по оценке Нью-Йоркской публичной библиотеки, «книга, которую следует запомнить»)
- Блюз полукровки / Half-Blood Blues, роман (2011, короткий список Букеровской премии, короткий список Премии генерал-губернатора, короткий список премии Оранж, короткий список премии Вальтера Скотта (англ.), Giller Prize (англ.), Ethel Wilson Fiction Prize (англ.), Anisfield-Wolf Book Award (англ.); нем. пер. 2011, исп. и голл. пер. 2012, итал. и фр. пер. 2013, кит. пер. 2014)
- Dreaming of Elsewhere: Observations on Home (2014, нон-фикшн)
- Washington Black (англ., 2018); премия Giller Prize 2018[2], шорт-лист Букеровской премии[3], номинация на премию Rogers Writers' Trust Fiction Prize 2018 (англ.)[4] и номинация на медаль Эндрю Карнеги 2019 года за выдающиеся достижения в художественной литературе[5].